# Fred H. Brown
Fred H. Brown (Ossipee, 1879. április 12. – Somersworth, 1955. február 3.) az Amerikai Egyesült Államok szenátora (New Hampshire, 1933–1939).